# Arturo Martínez Noval
Arturo Martínez Noval (Gijón, 8 de juny de 1969) és un exfutbolista i entrenador asturià. Com a jugador, ocupava la posició de defensa.

## Trajectòria
Va sorgir del planter de l'Sporting de Gijón. Debuta amb el primer equip a la campanya 87/88, però no seria fins a la temporada 90/91 quan es consolida al planter sportinguista. Eixa campanya, el defensa juga 27 partits i marca 2 gols, els únics en el seu haver en Primera. La temporada 91/92, millora els números i apareix en 35 partits.
A partir d'ací, la seua aportació va caient de manera progressiva, fins als 19 de la temporada 93/94. L'estiu de 1994 deixa Gijón i marxa al CD Logroñés, on qualla una temporada discreta. Els riojans baixen a Segona i Arturo els acompanya la temporada 95/96, tot i que amb prou feines juga.
Des de 1996 fins a la seua retirada el 2000, milita en equips de Segona B, com el Zamora CF. Posteriorment, ha seguit vinculat al món del futbol, com a entrenador. Ha dirigit el juvenil del modest equip asturià del Roces.